# 75-о основно училище „Тодор Каблешков“
75-о основно училище „Тодор Каблешков“ е основно училище в София, България.
Разположено е на булевард „Възкресение“ № 151 в квартал „Факултета“. Създадено е през 1947 година като първото от поредица от училища, насочени към образоването на циганите. Към 1951 година броят на учениците достига 500 въпреки слабия интерес в началото. Първоначално носи името на руския педагог Антон Макаренко, а от 1968 година – на българския революционер Тодор Каблешков.